# Protaphis hartigi
Protaphis hartigi är en insektsart. Protaphis hartigi ingår i släktet Protaphis och familjen långrörsbladlöss. Inga underarter finns listade i Catalogue of Life.